# Gustave Martelet
Gustave Martelet, né le 24 septembre 1916 à Lyon et mort le 14 janvier 2014 à Paris,,, est un prêtre jésuite français, théologien et spécialiste de Teilhard de Chardin et de Vatican II. Dans le domaine de la christologie, il a consacré de nombreux ouvrages aux thèmes de la Révélation et de la Résurrection du Christ.

## Biographie
Orphelin de père, Gustave Martelet entre au séminaire à 17 ans, avant de rejoindre la Compagnie de Jésus en 1936. Après avoir rencontré le père Lejay, il est envoyé à Paris en 1945 pour faire de la paléontologie. À l'image de Pierre Teilhard de Chardin, il s'engage progressivement dans un question sur la création de l'homme et de l'univers. Après avoir passé deux ans de théologie à Rome, il est appelé au scolasticat jésuite de Fourvière en 1952, où devient préfet des études l'année suivante et, avec Jacques Sommet et Jacques Guillet, tente de redonner un peu de lustre à la maison après la purge de 1950. 
En 1962, il est appelé à participer au concile Vatican II en tant que théologien des évêques francophones d’Afrique.
Il continue son enseignement au Centre Sèvres de Paris, ainsi qu'à l'université Grégorienne de Rome. 

## Écrits
Gustave Martelet a enseigné la théologie dans la Compagnie de Jésus pendant plus de cinquante ans. Disciple de Teilhard, il a développé une œuvre théologique considérable dans un souci de confrontation à la science moderne et de fidélité à la tradition théologique de l'Église, et notamment des Pères de l'Église.
Dans ce texte, Gustave Martelet revient sur les contingences historiques qui peuvent aider à comprendre le schisme de la Réforme.
Une nécessaire compréhension historique

« [Si, comme l'a dit Jean-Paul II], ces questions aux effets diviseurs « ne peuvent être surmontées par une compréhension purement historique », celle-ci pourtant n'est pas de trop ; elle permet de découvrir l'enjeu ultime du débat. La source ultime du conflit est là, dans une conception de l'Église où s'affrontent des fidèles dont aucune ne cède devant l'autre.

C'est pourquoi le dissentiment qui opposa Cyprien de Carthage et Étienne Ier (pape), et qui évita sans doute une issue déchirante grâce au martyre des deux personnalités en conflit, peut nous apporter une ultime lumière. Aucun des deux protagonistes n'avait tort sur tous les points, ni raison de manière évidente : ni Cyprien dans sa défense de la sainteté de l'Église impliquant qu'on rebaptisât l'hérétique, ni Étienne qui s'en tenait à un principe (le baptême est valable si la formule est correcte et l'inclination intérieure avérée).
Mutatis mutandis, n'y eut-il pas quelque chose d'analogue en Martin Luther et l'Église de Rome : Luther s'en tenant à la seule Écriture contre une tradition invoquée par l'Église de Rome qui paraissait contredire l'Écriture ? À ceci près pourtant, qu'au moment de Luther, jouaient sur les problèmes de doctrine des facteurs historiques qui, au lieu de favoriser l'unité de l'Église comme pouvait le faire au temps de Cyprien la violence de la persécution, tendaient à l'ébranler encore.

Comme l'a remarqué Jean-Paul II, « les forces spirituelles, politiques et socio-culturelles de cette époque se révélèrent trop tumultueuses pour qu'on pût les réunifier au sein de l'Église ». D'où la nécessité de l'immense labeur désormais entrepris pour réviser le contenu et la portée des anathèmes et des condamnations que catholiques et protestants ont échangés durant des siècles, sans que personne, d'un côté ou de l'autre, se demande ce qu'il comprenait vraiment de ce que son opposant voulait dire. »

— Gustave Martelet, s.j., Théologie du sacerdoce III, Deux mille ans d'Église en question, Du schisme d'occident à Vatican II, Paris, Cerf, 1990, p. 54-55.  (ISBN 978-2204041270)

## Publications
- 2014   Evolution et création - tome 1, Les éditions du Cerf, coll. « Théologie (Sens ou non-sens de l'homme dans la nature ?) », 324 p. (ISBN 978-2-204-10373-2)
- 2010   Gustave Marthelet et Paul Legrave (Préface), N'oublions pas Vatican II, Paris, Les éditions du Cerf, coll. « Histoire à vif », 133 p. (ISBN 978-2-204-09260-9)
- 2006  	Et si Teilhard disait vrai..., Parole et Silence, coll. « Spiritualité/Poche », 2006, 103 p. (ISBN 978-2-84573-424-1)
- 2005 	Teilhard de Chardin, prophète d'un Christ toujours plus grand, Lessius, coll. « Au singulier », 2005, 280 p. (ISBN 978-2-87299-143-3)
- 2004 	Maurice Zundel, un christianisme libérateur, Actes du colloque de Paris, mars 1997, éd. Anne Sigier
- 1998 	Évolution et création, t. I, Sens ou non-sens de l'homme dans la nature ?, Cerf, Paris, Médiaspaul, Montréal, coll. "Théologies"
- 1997 	Libre réponse à un scandale. La faute originelle, la souffrance et la mort, Cerf, 5e éd.
- 1996 	Pierre Teilhard de Chardin, la messe sur le monde, DDB, Religion, Paris
- 1995 	L'Au-delà retrouvé, Desclée, coll. « Ed. nouv. », 175 p. (ISBN 978-2-7189-0682-9)
- 1994 	Ignorer les Évangiles, c'est ignorer le Christ, Cerf, coll. « Foi vivante bible », 111 p. (ISBN 978-2-204-04973-3)
- 1990 	Deux mille ans d'Église en question : théologie du sacerdoce, II, Les éditions du Cerf, coll. « Théologie », 1990, 434 p. (ISBN 978-2-204-04023-5)
- 1990   Théologie du sacerdoce, tome 3 : Deux mille ans d'église en question du schisme d'occident à Vatican II, Les éditions du Cerf, coll. « Théologie », 367 p. (ISBN 978-2-204-04127-0)
- 1990 	La Formation des prêtres, Cerf
- 1985 	Les Idées maîtresses de Vatican II. Initiation à l'esprit du Concile, Cerf, 2e éd.
- 1983 	Deux mille ans d'Église en question, t. I, Crise de la foi, crise du prêtre, Cerf
- 1979 	Vivre aujourd'hui la foi de toujours, Cerf, coll. " Épiphanies "
- 1977 	Oser croire en l'Église, Cerf, coll. "Épiphanies"
- 1974   L'au-delà retrouvé
- 1973 	Deux mille ans d'accueil à la vie, Centurion
- 1972 	Résurrection, eucharistie et genèse de l'homme, Desclée, 227 p. (ASIN B003WRKVH0)
- 1969 	L'Existence humaine et l'Amour. Pour mieux comprendre l'encyclique "Humanae Vitae", Desclée
- 1964 	Sainteté de l'Église et vie religieuse, Prière et Vie, Toulouse
- 1962 	Victoire sur la mort, Chronique sociale, Lyon (ASIN B00BF9TRBS)

## Filmographie
- Philippe Fusellier et François Huguenin, Gustave Martelet, La Foi chrétienne au corps à corps, DVD, Le Jour du Seigneur Edition, Paris, 2009
- Lumen Christi - La Résurrection du Christ, DVD, Ateliers et Presses de Taizé, 2007

## Distinctions
- Prix du Cardinal-Grente (de l'Académie Française) 2013 pour l'ensemble de son œuvre